# Стумп
Стумп (нід. stoemp) — страва бельгійської та нідерландської кухні.
Воно складається з пюре картоплі або інших коренеплодів. Стумп також може містити вершки, бекон, різноманітні трави або спеції.
Назва цієї страви інколи містить види овочів, з яких воно приготована, наприклад вортелстумп (стумп з моркви).
Стумп є популярною стравою і має широкий попит.
Найчастіше як домішка до картопляного пюре використовуються ріпчаста цибуля, морква, цибуля порей, шпинат, зелений горошок або капуста, яка приправлена чебрецем і лавровим листом.
В деяких сім'ях стумп подають на стіл разом з антрекотом або вирізкою.

## Вимова
Слово «стумп» вимовляється як [ˈstump], на деяких діалектах — як [ˈʃtump]. Це типове слово патуа Брюсселю, в якому, як і в нідерландській мові, «oe» вимовляється як «у».

## Схожі страви
- Булькання та свист (Bubble and squeak) з Англії
- Картопляне пюре Колканон, з Ірландії
- Rumbledethumps, із Шотландії
- Pyttipanna, зі Швеції
- Biksemad, з Данії
- Тринчат (Trinxat), з району Empordà Каталонії, з південного сходу Іспанії, та Андори
- Roupa Velha, з Португалії
- Stamppot з Нідерландів
- Hash, із США